# 匿獅Lion
匿獅Lion是香港特區政府衞生署為2018開展的「健康香港2025｜郁一郁．健康啲」宣傳運動而設計的吉祥物。他於2018年10月22日開設Facebook專頁和Instagram，從此亦以此日為「匿獅Lion生日」。
匿獅Lion於2018年12月8日的「健康香港2025｜郁一郁．健康啲」啟動禮登場，並於同日在大氣電波中首次亮相。在半分鐘的電視宣傳廣告內，匿獅Lion反映香港人的生活習慣，例如一回家即躺在沙發上、玩手機、乘搭電梯不走樓梯，直接道出港人缺乏體能活動的情況。

## 外部連結
- 匿獅Lion Facebook專頁 （页面存档备份，存于）
- 匿獅Lion Instagram （页面存档备份，存于）
- 邁向2025｜香港非傳染病防控策略及行動計劃（页面存档备份，存于）